# Catedrala Sfintei Cruci, Akdamar
Catedrala Sfintei Cruci (în armeană Աղթամարի Սուրբ Խաչ եկեղեցի/armeană Ախթամարի Սուրբ Խաչ եկեղեցի, Aght’amari Surb Khach yekeghetsi, în turcă Akdamar Kilisesi sau Surp Haç Kilisesi) de pe insula Akdamar, din lacul Van din estul Turciei, este o catedrală armeană medievală, construită ca biserică palatină pentru regii Vaspurakan⁠(d), iar ulterior a servit ca sediu al catolicosatului Agtamarului. În prezent este muzeu.